# Ligue démocratique belge
 (octobre 2017).
Si vous disposez d'ouvrages ou d'articles de référence ou si vous connaissez des sites web de qualité traitant du thème abordé ici, merci de compléter l'article en donnant les références utiles à sa vérifiabilité et en les liant à la section « Notes et références ».

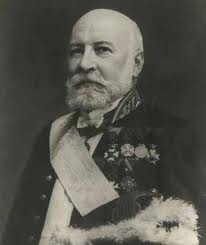
Joris Helleputte, fondateur de la gilde des métiers et de la Ligue démocratique belge dont il est président.

La Ligue démocratique belge est fondée le 2 février 1891 à Louvain. En premier lieu constituée en tant qu’organisation de coordination pour la guilde des métiers, elle est d’abord présidée par Joris Helleputte, de sa création à 1896, puis par le leader socio-catholique démocrate gantois Arthur Verhaegen et finalement par Alphonse Verwilghen, anciennement secrétaire de la Ligue.

## Création

### Mouvement des gildes
Le mouvement des gildes a considérablement influencé la création de la Ligue en jouant un rôle capital en la matière, dans la mesure où celles-ci permirent aux hommes politiques de répandre leurs idées. C’est d’ailleurs dans les locaux de la Gilde des Métiers et Négoces que les statuts de la Ligue Démocratique Belge ont été rédigés le 2 février 1891 lors d’une réunion du Conseil central. Cette réunion est d'ailleurs considérée comme l’élément déclencheur qui a permis le point de départ définitif de la Ligue. Le mouvement des gildes urbaines va donc permettre d’élargir la pensée corporative en saisissant désormais la question sociale dans sa globalité et ainsi dépasser l’approche microsociale des anciennes gildes paroissiales. En 1889, la gilde de Saint-Nicolaes-Waes émet la volonté de se concentrer sur les milieux populaires et la législation sociale. Ce vœu, ajouté à la volonté de son fondateur Helleputte de regrouper les travailleurs agricoles en associations corporatives, fut à l’origine de la création de la Ligue.  

### Influence de l'Église
Le rôle du clergé contribuera également, de manière influente, au développement de la Ligue. Helleputte eut la volonté de conformer l’action sociale de la Ligue démocratique aux conseils du chef de l’Église. Ce dernier choisi d’ailleurs le mot « démocratique » comme nom à l’organisation car il souhaitait exprimer une idée conforme à celle de l’Evangile. Dans l’évolution doctrinale de l’Église, l’encyclique de Léon XIII du 15 mai 1891, le « Rerum novarum », traitant la condition des ouvriers, inspira intensément la Ligue démocratique notamment dans les matières touchant à la religion. Même si l’Église n’eut aucune implication sur le plan politique et que celle-ci respectait l’indépendance des catholiques belges, elle se chargea tout de même d’encourager l’union des groupements catholiques ainsi que de leur indiquer les moyens pratiques quant à sa réalisation.

## Composition

Liste des principaux membres de la Ligue démocratique belge.

### Présidence

#### Joris Helleputte
Joris Helleputte, fondateur et premier président de la Ligue, avait la volonté de concevoir le projet de fédérer les œuvres sociales. Sa proposition fut de « regrouper les nouvelles associations par un lien étroit et d’opposer aux groupements redoutables du socialisme un organisme qui associerait en de communs efforts tous les ouvriers chrétiens ». C’est le 30 mars 1891, lors d’une seconde réunion précédant celle du 2 février, que les statuts de la Ligue sont définitivement arrêtés. Helleputte est nommé président à l’unanimité et publie un manifeste à l’attention des sociétés ouvrières ainsi qu’à l’attention du pays dans le but de faire connaître les tendances et les objectifs de cette nouvelle organisation. Lorsqu’elle est conçue, des mesures spéciales sont prises par le bureau de la même Ligue afin d’assurer aux deux langues nationales un traitement égalitaire. En 1896, Helleputte sera transféré à Gand à la suite de l’élection du nouveau président, Arthur Verhaegen, ainsi qu’à l’élection au secrétariat de Gustaaf Eylenbosch.

#### Arthur Verhaegen
Arthur Verhaegen succéda à la présidence de Helleputte en 1896 et participa abondamment à la fondation de la Ligue. Par opposition à son prédécesseur, il représentait une tendance nettement plus démocratique. En effet, ce dernier était plutôt favorable à la mise en place d’une autonomie des organisations ouvrières au sein du monde catholique. Selon lui, la Ligue n’avait aucune autre mission que d’agir sur le terrain économique.

#### Alphonse Verwilghen
Alphonse Verwilghen, anciennement secrétaire de la Ligue, succéda à Arthur et en fut ainsi le dernier président. Son mandat fut très bref, puisqu’il entre en fonction en 1917 alors que la Ligue disparaît en 1920. Bien que son mandat fut plus court que celui de ses prédécesseurs (1917 à 1920), il montra toutefois, durant ces trois années, une détermination sans relâche dans sa volonté de sauver la Ligue.

### Conseil central
Un conseil central composé des représentants des sociétés affiliées à la Ligue en deviendra l’organe représentatif. Il comprenait également des membres élus chargés de la direction de la Ligue au sein d’un bureau pourvu désormais aux fonctions statutaires. Les différents représentants de ce conseil disposaient d'ailleurs « d’un nombre de voix proportionnel aux effectifs de leur association ». 

### Associations adhérant à la Ligue

Composition de la Fédération des œuvres ouvrières et de la Ligue démocratique belge

La Ligue est avant tout un mouvement social et politique. Celle-ci ralliait favorablement toutes les organisations dont la devise est « Religion, Patrie, Famille, Propriété ». Elle comprenait tant des associations de langue française que de langue flamande, avec des syndicats de grande et de petite industrie, des groupes d’artisans ainsi que de petits bourgeois, des groupes démocratiques, ligues paysannes, des coopératives, des cercles ouvriers catholiques, des mutualités, des associations proprement politiques ainsi que d'hommes influents. En effet, certaines personnalités telles que Backx, le publiciste bourgeois Gustaaf Stock, Levie, Mabille, les hommes politiques et avocats Henry Carton de Wiart et Jules Renkin, Charles de Ponthèière, Cyrille Van Overbergh, Nobels ainsi qu’Antoine Pottier, ont également contribué au développement de l'organisation et deviendront ainsi, avec le secrétaire Eyenbosch, les principaux ténors de celle-ci.
Un annuaire (remplacé plus tard par un bulletin) publié en français et en flamand, comprenait la liste des sociétés affiliées avec en outre l’indication du nombre de leurs membres, le nom et l’adresse du président et du secrétaire et le nombre de suffrages dont dispose chaque société au sein même de la Ligue. Le nombre d’organisations affiliées ne cessait d’augmenter dans les années 1896 jusqu’en 1907. En 1911, la Ligue démocratique atteint son point culminant avec un total de 1 728 groupes.

## Objectifs

Slogan de la Ligue démocratique belge.

Les tendances et les buts de la Ligue démocratique belge se trouvaient inscrits dans le manifeste de la Ligue. Elles sont, de manière générale, morales et matérielles. À l’occasion du 10e anniversaire de la Ligue, une lettre au pape vient préciser ces notions et définit le rôle de la l'organisation comme étant celui « d’élever l’ouvrier matériellement et moralement. Matériellement par l’association, le développement de l’instruction professionnelle et la protection de la loi. Moralement, par l’exercice raisonné des droits politiques qu’il possède et surtout par une fidélité plus étroite aux principes de la religion... ». Outre l’envie de faire avancer le mouvement démocrate, la Ligue vise donc à la valorisation, la protection et le bien-être des travailleurs du pays. En somme, il s’agit de prendre en considération les aspirations des « bons ouvriers ». L’une des idées sous-jacente est de maintenir une certaine liaison entre l’Église et le peuple : on souhaite l’émancipation des ouvriers mais tout en les gardant sous contrôle.
Ainsi, au départ, la préoccupation de la Ligue est la mise en place d’un réseau d’organisations ouvrières luttant contre le socialisme tel que défini par Karl Marx, August Bebel, Wilhelm Liebknecht et d’autres. Lors d’un Conseil central de 1895, Verhaegen dit d’ailleurs qu’« Il faut placer à la base de nos associations le respect de la religion, de la propriété et de la famille, trois choses que le socialisme s’est proposé de renverser ». Il  explique ensuite comment ceci mènera également vers une « influence bienfaisante en faveur de la religion elle-même ». La question ouvrière n’était donc à priori pas la seule préoccupation de la Ligue, puisque n’importe quelle association, pourvu qu’elle adhère au slogan « religion, propriété et famille » constituant le fondement même du programme social de la Ligue, pouvait se faire une place en son sein. Progressivement, elle va cependant être qualifiée par Gustaaf Eylenbosch, politicien belge et grand ami de Verhaegen, comme étant la seule fédération régionale de Belgique défendant directement les intérêts des ouvriers. Dès lors, à partir de 1900, le profil de la Ligue se précise davantage et la montée du mouvement syndical recentre les préoccupations de la Ligue autour de la question ouvrière.

## Politique
Dès sa fondation, la Ligue cherche à agir sur le terrain politique en faveur du parti catholique tout en évitant d’aborder des sujets qui divisent. Elle se concentre dès lors davantage dans les matières et principes où les dirigeants auront pu constater qu’un accord existe tout en faisant abstraction du détail des formules qui divisent. 

### La matière scolaire
En matière scolaire, c’est ce qu’elle réalise en 1909 dans le cadre duquel elle parvient non seulement à obtenir la collaboration de l’intégralité des associations qui lui sont affiliées mais également celle de la fédération chrétienne des instituteurs et avec celle des jeunes gardes catholiques. 

### La question militaire
Au sujet de la question militaire, elle est toutefois plus prudente du fait des divergences d’opinion que le programme du parti catholique avait entretenu dans le pays.

### La matière électorale
La matière électorale fut également l’objet de dissensions au sein de la Ligue démocratique à cause des divergences d’opinion entre les travailleurs catholiques. À la veille des élections de 1898, la Ligue marque son adhésion à la représentation proportionnelle.

## Déclin
Naissant dès le départ de considérations divergentes, la nature hétérogène même de la Ligue dissuade ses membres de prendre parti pour des propositions à propos desquels l’opinion de ses membres n’était pas unanime. Les associations qui la composent étant  tellement nombreuses et diversifiées que de trop grandes divergences de perceptions coexistent. Elle est donc très tôt sujette à certaines divergences muent entre catholiques au sujet du rôle actif et personnel que la Ligue démocratique entendait ménager aux ouvriers dans la vie publique de la nation. 
Dès l’instant où la question des assurances sociales obligatoires est débattue, ces différences sont mises en évidence et les clivages existant au sein même de la Ligue sont accentués. 
Les différentes associations réclament alors de plus en plus d’indépendance générant une sorte d’éclatement au sein de l’organisation. En plus de cela, plusieurs situations révèlent une organisation défectueuse : Les statuts sont flous, la communication interne est mauvaise, les réunions du conseil central se font de plus en plus rares, le bureau souffre d’absentéisme, et les dépenses se révèlent trop élevées. Les choses s’enveniment encore face à la question du droit de vote et plus précisément du suffrage universel pur et simple et malgré un dévouement sans fin, même son président ne put freiner le déclin progressif de l'organisation.
Finalement, c’est la première Guerre mondiale ainsi que le décès de Arthur Verhaegen qui marquent la fin de la Ligue. Malgré un apaisement des diverses tensions et les efforts d’Alphonse Verwilghen, fidèle secrétaire de la Ligue et Cyrille Van Over Berghe, vice-président de la préserver, la Ligue prend définitivement fin en 1920. À la suite de cela, l’apparition « d’un véritable mouvement ouvrier organisé » se met en place de manière progressive, portant le nom de « Ligue Démocratique Chrétienne de Belgique » qui sera ensuite remplacée par la Ligue nationale des travailleurs chrétiens.